# Павловский, Ян
Ян Павловский (пол. Jan Pawłowski; 30 января 1878, Радом — 7 мая 1936, Свидер возле Отвоцка) — польский актёр и режиссёр периода немого кино.

## Биография
Дебютировал в 1896 году, выступал как театральный актёр во многих польских театрах Калиша, Лодзи, Сосновца, Вильно, Варшавы, Львова.
Обладая хорошими внешними данными, играл, в основном, характерные роли, героев-любовников.

## Роли в кино
- Варшавские меты / METY Z WARSZAWY (1914)
- Бестия / Bestia (1917) — Дмитрий
- Арабелла / Arabella (1917)
- Комната № 13 /POKÓJ NR 13 (1917)
- Тайна аллей Уяздовских / TAJEMNICA ALEI UJAZDOWSKICH (1917)
- Ванда Барска / WANDA BARSKA (1917)
- Тайна отеля / TAJEMNICA HOTELU (1917)
- Тайны Варшавы / TAJEMNICE WARSZAWY (1917)

## Режиссёрские работы
- Раба страстей, раба порока / NIEWOLNICA ZMYSŁÓW (1914)
- Жена / Żona (1915).